# (10649) VOC
(10649) VOC es un asteroide perteneciente al cinturón de asteroides, descubierto el 24 de septiembre de 1960 por Cornelis Johannes van Houten en conjunto a su esposa también astrónoma Ingrid van Houten-Groeneveld y el astrónomo Tom Gehrels desde el Observatorio del Monte Palomar, Estados Unidos.

## Designación y nombre
Designado provisionalmente como 4098 P-L. VOC significa Vereeniging van de Oostindische Company, la Compañía Holandesa de las Indias Orientales fundada en 1502, poco después del descubrimiento de la ruta marítima hacia el Este. La empresa organizó el comercio con los países del Este y existió hasta 1795.

## Características orbitales
VOC está situado a una distancia media del Sol de 2,814 ua, pudiendo alejarse hasta 3,151 ua y acercarse hasta 2,476 ua. Su excentricidad es 0,120 y la inclinación orbital 8,359 grados. Emplea 1723,76 días en completar una órbita alrededor del Sol.
Pertenece a la familia de asteroides de (93) Minerva.

## Características físicas
La magnitud absoluta de VOC es 14,65. Tiene 3,214 km de diámetro y su albedo se estima en 0,326.